# کلسی پلام
کلسی پلام (انگلیسی: Kelsey Plum؛ زادهٔ ۲۴ اوت ۱۹۹۴) بازیکن بسکتبال اهل ایالات متحده آمریکا است.
وی در مسابقات کشوری و بین‌المللی در مجموع برندهٔ ۳ مدال طلا، ۱ مدال نقره شده‌است.